# La Bamba: Original Motion Picture Soundtrack
La Bamba: Original Motion Picture Soundtrack è la colonna sonora dell'omonimo film La Bamba diretto nel 1987 da Luis Valdez, in cui i Los Lobos eseguono nel disco otto brani, compreso il brano principale La Bamba, su dodici, nell'album gli altri quattro brani sono eseguiti da Howard Huntsberry, Marshall Crenshaw, Brian Setzer e Bo Diddley, l'album fu pubblicato dalla Slash Records nel 1987.

## Tracce
Lato A
1. La Bamba – 2:54 (Brano tradizionale, arrangiamento Los Lobos) – Los Lobos
2. Come On, Let's Go – 1:58 (Ritchie Valens) – Los Lobos
3. Ooh! My Head – 1:43 (Ritchie Valens) – Los Lobos
4. We Belong Together – 1:58 (Hyman Weiss, Johnny Mitchell, Robert Carr) – Los Lobos
5. Framed – 2:33 (Jerry Leiber, Mike Stoller) – Los Lobos
6. Donna – 2:19 (Ritchie Valens) – Los Lobos

Lato B
1. Lonely Teardrops – 3:27 (Berry Gordy, Gwen Gordy, Tyran Carlo) – Howard Huntsberry
2. Crying, Waiting, Hoping – 2:20 (Garry Tallent, Marshall Crenshaw) – Marshall Crenshaw
3. Summertime Blues – 2:40 (Eddie Cochran, Jerry Capehart) – Brian Setzer
4. Who Do You Love – 3:00 (Ellas McDaniel) – Bo Diddley
5. Charlena – 2:45 (Herman B. Chaney, Manuel G. Chanez) – Los Lobos
6. Goodnight My Love – 3:16 (George Motala, John Marascalco) – Los Lobos

## Musicisti
Los Lobos
- David Hidalgo - voce, chitarra, fisarmonica, fiddle, requinto jarocho
- Cesar Rosas - chitarra, bajo sexto, voce
- Steve Berlin - tastiere, sax
- Conrad Lozano - basso, guitarrón, voce
- Louie Pérez - batteria, chitarra, jaranas, voce
- Enrique Gonzalez - batteria, percussioni